# Magi (manga)
Magi: The Labyrinth of Magic (マギ) est un manga de Shinobu Ohtaka. Il est prépublié entre juin 2009 et octobre 2017 dans le magazine Weekly Shōnen Sunday de l'éditeur Shōgakukan, et est compilé en un total de 37 tomes. La version française est éditée par Kurokawa depuis juillet 2011.
Une adaptation en série télévisée d'animation de vingt-cinq épisodes réalisée par le studio A-1 Pictures a été diffusée entre octobre 2012 et mars 2013. Une seconde saison nommée The Kingdom of Magic a été diffusée entre octobre 2013 et mars 2014. Dans les pays francophones, la série télévisée est éditée par Kazé et est diffusée en streaming sur le site Anime Digital Network, ainsi que sur la chaîne J-One.
Une série dérivée nommée Sinbad no Bōken, dessinée par Yoshifumi Ōtera, est également publiée entre 2013 et 2018 dans le magazine numérique Ura Sunday. Plusieurs adaptations en original video animation sont commercialisées avec le manga, et un anime est diffusé en avril 2019.

## Synopsis
C'est l'histoire d'"Aladdin et Alibaba". Aladdin a pour ami un djinn nommé "Ugo" qui est enfermé dans une flûte. Il fait la rencontre de "Ali Baba", et ils décident tous deux de partir à l'aventure. Ils explorent des labyrinthes peuplés de monstres et d’énigmes à la recherche de précieux écrins enchantés. Ils font la rencontre de nombreuses personnes telles que Morgiana, une jeune et mystérieuse fille, esclave d'un jeune seigneur et deviendront un trio puissant.

## Personnages

### Personnages principaux
Aladdin (アラジン, Arajin)
Âgé d'environ 11 ans au début de l'aventure, il mesure 130 cm. Il possède un tapis volant et une flûte magique où réside un Djinn appelé Ugo. Son nom est basé sur Aladin et la Lampe magique. Malgré son attirance pour les fortes poitrines, c'est un garçon pur et innocent qui déteste les combats. Il se révèle plus tard être un Magi, un des deux magiciens d'Alma Torran (plus les trois autres de la Terre) respectés pour leur énorme pouvoir, qui leur permet de contrôler non seulement les Rokhs de leurs corps mais tous les Rokhs autour d'eux. Il fera la rencontre d'un jeune garçon qui deviendra par la suite son meilleur ami et son plus fidèle allié.
Ali Baba Saluja (アリババ・サルージャ, Sarūja Aribaba)
Âgé de 17 ans au début de l'aventure, il mesure 168 cm. Son nom est basé sur Ali Baba et les Quarante voleurs. Il est né à Balbad et prétend aimer l'argent. Son Djinn s'appelle Amon. C'est un personnage très doux qui pense au bien des gens avant le sien, ce qui est sa principale faiblesse. Son rêve est de parcourir les labyrinthes, ce qui sera possible quand il rencontrera Aladdin qui deviendra par la suite son meilleur ami, ils formeront un duo inséparable. On apprend par la suite qu'il est le 3e Prince de Balbad, et qu'il souhaite changer le monde, tout comme Sindbad avant lui qui se reconnaîtra en lui par la suite.
Morgiana (モルジアナ, Morujiana)
Âgée de 14 ans au début de l'aventure, c'est une jeune fille du clan Fanalis, réputé pour être le clan des combattants les plus puissants au monde. Comme pour Ali Baba, son nom est également basé sur le conte de Ali Baba et les Quarante voleurs. Comme tout Fanalis, elle est dotée d'une force et d'une agilité surhumaines. Kidnappée durant son enfance par un marchand d'esclaves, alors qu'elle vivait dans la région de Carthago ou "Continent obscur", elle est sous les ordres du jeune seigneur de la ville où elle rencontrera Ali Baba et Aladdin, qui la libéreront et qu'elle décidera de suivre et d'aider pour payer sa dette envers eux. On apprend par la suite que Morgiana tombera amoureuse d'Ali Baba.
Ren Hakuryû (練 白龍, Ren Hakuryū)
Âgé de 16 ans au début de l'aventure, il est le quatrième prince de l'empire Kô et le frère cadet d'Hakuei. Il est le maître du 61e Djinn Zagan, qui maîtrise le pouvoir de la terre, des plantes et de leurs spores, et du 68e Djinn Belial, qui maîtrise les cinq sens humains et peut les supprimer et recréer les souvenirs d'une personne au choix de l'utilisateur de l'écrin. Il est le fils de l'ancien empereur de Ko, Ren Hakutoku et de Ren Gyokuen. Petit, il a assisté au massacre de ses frères aînés Ren Hakuyuu et Ren Hakuren, et de son père par leur mère, la dirigeante d'Al Thamen. Depuis, il cherche à les venger. Peu à peu, il tombera amoureux de Morgiana et lui demandera de l'épouser mais se prendra un râteau.

### Balbad
Ahbmad Saluja (アブマド・サルージャ, Sarûja Abumado)
Demi-frère aîné d'Ali Baba, il est le Roi de Balbad. Faible, paresseux et influençable, il confiera à un banquier à la solde de l'empire Kô, l'économie de Balbad, le conduisant à la ruine. Afin de renflouer l'économie et maintenir son train de vie ainsi que celui de sa cour, il finira par s'engager dans un traité commercial inhumain qui rencontrera quelque imprévu au cours du premier arc narratif.
Sahbmad Saluja (サブマド・サルージャ, Sarûja Sabumado)
Demi-frère cadet d'Ali Baba et Vice-roi de Balbad, c'est un homme peureux, complètement dominé par son frère Abhmad, et qui admire secrètement l'indépendance d'Ali Baba. Il soutiendra dans l'ombre le groupe de rebelles qu'Ali Baba dirige, et finira même par l'avertir des sombres projets de son aîné. Il se rebellera contre un de ses frères.
Qasim (カシム, Kashimu)
Ami d'enfance d'Ali Baba, il a grandi avec lui dans les bas-quartiers de Balbad. Cependant, il constate assez vite que son ami est très différent de lui, engendrant un complexe d'infériorité qui se muera en une forme de jalousie, qui ne fera que croître avec la bonne fortune insolente d'Ali Baba. Il fondera le groupe de rebelles "Le gang de l'ombre", qui fomentent une révolution contre les nobles de la ville. L'origine de son nom est également basée sur le conte de Ali Baba et les Quarante voleurs. Par la suite, on apprend que Qasim va reprendre contact avec Ali Baba après une longue période d'absence.

### Sindoria
Sinbad (シンドバッド, Shindobaddo)
Roi de Sindoria et le premier à conquérir un donjon, c'est un homme insouciant et charmeur au premier abord. Il est toutefois conscient des réalités du monde, et également l'un des plus puissants guerriers qui soit, en raison du nombre impressionnant de Djinns à son service (sept au total). Il a également à son service huit Généraux. Il est aussi le dirigeant de l'alliance des Sept Mers, qui regroupe un certain nombre de pays.
Ja'far (ジャーファル, Jâfaru)
Un des huit Généraux de Sinbad, autrefois un assassin de premier ordre, il fait aujourd'hui plus office d'intendant ou de responsable des affaires internes que de guerrier. Il n'en demeure pas moins un adversaire de taille. Sérieux et fidèle, il est constamment derrière Sinbad qui, autrefois, lui a sauvé la vie et depuis le suit pour s'assurer qu'il ne fasse pas de bêtises diplomatiques. Si un ennemi a le malheur de mal parler de son maître Sinbad, son instinct d'assassin reprend le dessus et seul son maître est capable de l'en empêcher.
Massour (マスルール, Masurûru)
Un des huit Généraux de Sinbad, c'est un combattant Fanalis, comme Morgiana. Autrefois gladiateur, il a été recueilli par Sinbad, et dévoue sa vie à son nouveau maître. D'un naturel peu bavard, il se bat à mains nues, bien qu'il ait quelques compétences en matière d'épée. Il servira de tuteur et d'entraîneur à Morgiana le temps qu'elle restera à Sindoria.
Yamuraiha (ヤムライハ, Yamuraiha)
Une des huit Généraux de Sinbad, c'est une magicienne originaire de Magnostadt. À la suite d'instabilités politiques dans son pays, elle trouve asile à Sindoria et sera alors chargée de protéger le royaume insulaire sous une puissante barrière. Spécialiste de la magie de l'eau, elle enseignera les bases de la magie à Aladdin. Elle est souvent en conflit avec Shar Rukhan, un autre Général, en raison de leurs idéologies très distinctes.
Sharrkan (シャルルカン, Sharurukan)
Un des huit Généraux de Sinbad, et bretteur d'exception. Il est l'un des princes de la famille royale d'Heliohapte, un des pays alliés de Sindoria. C'est un homme ambigüe, en raison de son changement radical de caractère quand il s'agit de s'entraîner à l'épée, ou de s'amuser dans des bars. Il enseignera le maniement de l'épée à Ali Baba en le considérant comme son propre petit frère.
Pisti (ピスティ, Pisuti)
Une des huit Généraux de Sinbad, elle est la fille de la reine Mira Dianus Artemina, reine d'Artemyura, un pays membre de l'alliance des sept mers, spécialiste dans l'utilisation d'animaux. Elle est plus âgée d'un an que Alibaba malgré son physique enfantin, ce qui la complexe fortement. Elle est toujours joyeuse et peut paraître insouciante, mais elle a de grandes capacités, et un cœur généreux.
Dragul Nor Henrius Gobias Mesdeias Partesvonomias Dumido Ous Cortanon dit Drakon (ドラグル・ノル・ヘンリウス・ゴビアス・メスデイアス・パルテボノミアス・ドゥミド・オウス・コルタノーン dit ドラコーン, Doraguru Noru Henriusu Gobiasu Mesudeiasu Parutebonomiasu Dumido Ousu Korutanôn dit Dorakôn)
Un des huit Généraux de Sinbad. Autrefois, soldat de l'empire Partevia, il a subi une métamorphose dont il ne peut plus se défaire, et qui lui donne le physique d'un dragon humanisé. Il est toutefois marié à une femme humaine, et se comporte de manière polie et respectueuse. En tant que dragon, il est capable de cracher du feu (et même parfois lorsqu'il est en colère des flammes de tonnerre), on ne lui connaît pas d'autres facultés.
Spartos (スパルトス, Suparutosu)
Un des huit Généraux de Sinbad, c'est un jeune homme discret et silencieux. Le seul trait de caractère qui ressort est sa bonne éducation et son langage respectueux. Il est relativement proche de Pisti. C'est le fils de Darius Leoxces, roi de Sasan, un des pays membres de l'Alliance des Sept Mers.
Hinahoho (ヒナホホ, Hinahoho)
Un des huit Généraux de Sinbad, il vient d'un pays membre de l'alliance des sept mers, Imuchakk, et est d'une taille anormalement grande. D'un caractère enjoué et très viril, il a quelques enfants et une sœur, Pipirika, auxquels il tient énormément.

### L'empire Kô
Judal (ジュダル, Judaru)
Judal est le prêtre de l'empire Kô et l'un des quatre Magi actuels. Il est le seul Magi à tirer son pouvoir des Rokhs noirs. Il rendra la vie dure à Aladdin, Ali Baba et Sindbad.
Ren Gyokuen (練 玉艶, Ren Gyokuen)
Gyokuen est l'impératrice de l'empire Kô et la femme des deux précédents empereurs. Elle est la fondatrice d'Al Thamen et a causé la mort de ses époux ainsi que de ses fils aînés, Hakuyuu et Hakuren. C'est aussi l'une des trois Magi de Alma Torran
Ren Kôen (練 紅炎, Ren Kōen)
C'est le premier prince de l'empire Kô et l'un de ses généraux. Il est la seconde personne possédant plus d'un djinn, étant le maître de trois djinns, Astaroth, Agares et Phenex. Il est le fils de Koutoku Ren, le second empereur de Kô et le frère d'Hakutoku. Il semble ne pas aimer Sinbad. Il combattra avec ses frères aux côtés des héros pour vaincre le médium lors de la bataille de Magnostadt.
Ren Hakuei (練 白龍, Ren Hakuei)
C'est la première princesse de l'empire Kô et la sœur aînée d'Hakuryuu. Elle est la maîtresse du djinn Paymon, qui maîtrise le vent. Elle est la fille de l'ancien empereur de Kô, Ren Hakutoku et de Ren Gyokuen. Elle sera envoyée faire des négociations avec le clan Koga dans le but qu'ils intègrent l'empire Kô. C'est à ce moment qu'elle rencontrera Aladdin.
Ren Kômei (練 紅明, Ren Kōmei)
C'est le second prince de l'empire Kô et l'un de ses généraux. Il est le maître du djinn Dantalion. Il est le fils de Koutoku Ren, le frère de Kouen, le demi-frère de Kouha et le cousin de Hakuei et Hakuryuu.
Ren Kôha (練 紅覇, Ren Kōha)
C'est le troisième prince de l'empire Kô et l'un de ses généraux. Il est le maître du djinn Leraje. Il est le fils de Koutoku Ren, le demi-frère de Kouen et Koumei et le cousin de Hakuei et Hakuryuu. Il est très loyal envers son frère aîné, Kouen. Il rencontrera Aladdin lorsque ce dernier se rendra à Magnostadt.
Ren Kôgyôku (練 紅玉, Ren Kōgyoku)
C'est la huitième princesse de l'empire Kô et la maîtresse du djinn Vinea. Elle est la fille de Koutoku et d'une courtisane, n'étant ainsi pas née dans la royauté contrairement à ses frères. Elle deviendra amie avec Ali Baba, leurs passés similaires les rapprochant.
Koubun Ka (夏 黄文, Ka Kōbun)
Il est l'assistant de Kougyoku et peut utiliser le pouvoir de Vinea, le djinn de la princesse, pour soigner les gens. Il tente toujours de toutes les manières possibles de gagner de l'influence au sein de l'Empire, sans grand succès.

### Magnostadt (autrefois Mustasim)
Matal Mogamett (マタル・モガメット, Mataru Mogametto)
Mogamett est le dirigeant du pays de Magnostadt et le chancelier de l'école de magie de Magnostadt. Il est le père adoptif de Yamuraiha et a dirigé la rébellion des habitants et des magiciens contre le royaume de Musta'sim, qui était un pays où les magiciens étaient discriminés. Après cela, il fonda Magnostadt qui mènera une politique de discrimination envers les goïs, frange de la population dénuée de pouvoirs magiques, et créera le système des districts.
Sphintus Carmen (スフィントス・カーメン, Sufintosu.Kāmen)
Héritier d'une famille noble d'Héliohapt, les Carmen, Sphintus est un magicien spécialisé dans le soin venu à l'Académie de magie de Magnostadt pour y développer ce don. Il possède un serpent, Kukulcan, qui ne le quitte jamais. Il semble arrogant au premier abord, se moquant d'Aladdin car celui-ci avait été classé 6e Kodor lors de l'examen d'entrée, le grade le plus bas. Ils deviendront finalement bons amis par la suite.
Myers (マイヤーズ, Maiyāzu)
Myers est une professeure de l'académie de magie de Magnostadt, enseignant aux 6es Kodor. Elle est spécialisée dans le 4e type de magie, la foudre. C'est une professeure stricte qui privilégie d'abord l'enseignement physique que magique afin de renforcer les corps et faire circuler plus facilement les rukhs.
Marga (マルガ, Maruga)
Elle est une petite fille goi que Titus a trouvé souffrante au 5e district. Il la sauvera et la ramènera à la surface.

### L'empire de Rehm
Shéhérazade (シェヘラザード, Sheherazādo)
Magi âgé de 268 ans, Shéhérazade est la grande prêtresse de l'empire Rehm. Elle est capable de transférer son esprit dans différents corps.
Titus Alexius (ティトス・アレキウス, Titosu Arekiusu)
Un clone créé par Shéhérazade. Il sera envoyé par sa créatrice à l'Académie de Magnostadt en tant qu'élève. Son véritable rôle est celui d'espion recherchant des informations sur ce pays, que l'Empire de Rehm souhaiterait conquérir.
Ignatius Alexius (イグナティウス・アレキウス, Igunatiusu Arekiusu)
Ignatius est le commandant suprême des armées de Rehm et le maître du djinn Purson.
Nerva Julius Caluades (ネルヴァ・ユリウス・カルアデス, Neruva Yuriusu Karuadesu)
Il est le prince de l'Empire de Rehm et le maître du djinn Shax. Il ne sait pas encore utiliser l'équipement de djinn.
Mu Alexius (ムー・アレキウス, Mū Arekiusu)
Capitaine du corps des Fanalis, Mu maitrise le 8e djinn Barbatos. Il est proche de Shéhérazade et de tous les membres du corps des Fanalis. C'est un demi-fanalis.
Myron Alexius (ミュロン・アレキウス, Myuron Arekiusu)
Elle est la sœur de Mu Alexius et une demi-fanalis membre du Corps Fanalis.
Rourou (ロゥロゥ, Rōrō)
Membre du Corps des Fanalis.

### Al Thamen
Ithnan (イスナーン, Isunān)
Isnan est un membre d'Al Thamen ayant inventé en collaboration avec Mogamett divers objets magiques ainsi que la méthode pour créer des djinns noirs. C'est une personne calme qui a confiance en ses capacités. Il utilise le 4e type de magie, la foudre. On apprendra qu'il faisait partie de la résistance de Salomon à Alma Torran.
Dounya Musta'sim (ドゥニヤ・ムスタシム, Duniya.Musutashimu)
Elle est l'ancienne princesse du royaume de Mustasim et l'unique survivante du massacre de la famille royale lors de la révolte menée par Mogamett.
Isaac (イサアク, Isaaku)
Isaac est le serviteur de Dounya et un membre d'Al Thamen. On apprendra qu'il en réalité mort durant la révolte en tentant de protéger Dounya. Elle utilisera son magoi et sa magie de gravité pour le recréer à base de sable.
Markkio (マルッキオ, Marukkio)
Markkio est le banquier à qui Abhmad a confié son pays et est celui qui y a introduit le fan, la monnaie de Kô, ruinant l'économie du pays.
Zurmudd (ズルムッド, Zurumuddo)
Zurmudd est un membre d'Al Thamen et un ancien combattant de l'Empire de Parthévia.
Byoln (ビョルン, Byorun)
Byoln est un membre d'Al Thamen qui combat à l'épée. C'est quelqu'un de calme de prime abord mais qui devient vite arrogant lorsqu'il a l'avantage sur un adversaire.
Apollonius (アポロニウス, Aporoniusu)
Apollonius est un membre d'Al Thamen anciennement affilié à l'Empire de Rehm. C'est quelqu'un d'arrogant qui pense que les magiciens sont faibles.

### Autres personnages
Yunan (ユナン, Yunan)
Yunan est aussi un Magi. Contrairement à Judal et Shéhérazade, il semble n'être affilié à aucune nation. Il a un caractère du genre solitaire parcourant le monde. Il a dressé le premier labyrinthe. Depuis, il en dresse un peu partout, au gré de ses voyages, sans que les autres Magi ne comprennent vraiment son but.

### Djinns
Ugo (ウーゴ, Ūgo)
De son nom complet Uraltugo Noi Neph (ウラルトゥーゴ・ノイ・ヌエフ, Urarutūgo Noi Nuefu), Hugo est le djinn d'Aladdin. Hugo est très respectueux avec Aladdin, l'appelant "Empereur". Mais lorsque Aladdin fait le vœu qu'ils soient amis, leur relation devient plus amicale. À Alma Torran, il était le général des Djinns de Salomon. Il est très timide avec les femmes, comme Paymon.
Amon (アモン, Amon)
Amon est le 7e Djinn et le Djinn d'Ali Baba et aussi un Djinn de Feu. Il est issu de la Rectitude et de la Sévérité. C'était le chef de la tribu des Ermites sur Alma Torran, avant de devenir un Djinn.
Paymon (パイモン, Paimon)
Paimon est le 9e Djinn, le Djinn de Ren Hakuei et un Djinn du Vent. Elle est issue de la Passion et du Chaos. Elle fera tout ce qui est en son pouvoir pour que Hakuei devienne l'impératrice de l'empire Kô.
Lerage (レラジェ, Reraje)
Leraje est le 14e Djinn, le Djinn de Ren Kôha et également un Djinn de la Force. Elle déteste les hommes qui "trichent", c'est pour cette raison qu'elle a choisi Kôha et non Kôen qui avait déjà trois Djinns.
Vinea (ヴィネア, Vinea)
Vinea est le 45e Djinn, le Djinn de Ren Kôgyôku et un Djinn de l'Eau. Il est issu de la Tristesse et de l'Isolation
Zagan (ザガン, Zagan)
Zagan est le 61e Djinn, le Djinn de Ren Hakuryuu. Zagan est un Djinn de la Vie. Il est issu de la Loyauté et de la Pureté. Avec ses pouvoirs, il a la capacité de soigner, de maîtriser les plantes et leurs spores.
Focalor (フォカロル, Fokaroru)
Focalor est l'un des sept Djinns de Sinbad. Focalor est un Djinn du Vent. Focalor était le Djinn du 41e donjon. Il est issu de la Domination et de la Soumission.
Barbatos (バルバトス, Barubatosu)
Barbatos est le Djinn de Mu Alexius. Barbatos est un Djinn de la Force. Barbatos était le Djinn du 8e donjon. Il est issu de la Chasse et de la Noblesse.
Baal (バアル, Baaru)
Baal est le 1er Djinn, le tout premier Djinn de Sinbad. C'est le Djinn de la Foudre. Il est issu de la Colère et des Héros. Son donjon fut le premier à apparaître, il était situé à Partevia et plus de 10 000 hommes sont morts en essayant de le conquérir. Sinbad et Dragul arriveront finalement devant le Djinn dans la salle du trône, mais après s'être battus, ce sera finalement Sinbad qui conclura le contrat avec celui-ci. Il n'a que 14 ans à l'époque. Le contrat passé avec ce premier Djinn sera le déclencheur de l'ère des Donjons. Ceux-ci commencent à apparaître partout dans le monde.
Valefor (ブァレフォール, Barefōru)
Valefor est l'un des sept Djinns de Sinbad. C'était le Djinn du 6e Donjon qui se situait près de la Fédération Imuchakk. Valefor est un Djinn de la magie de la Glace. Il est issu du Mensonge et du Prestige.
Zepar (ゼパル, Zeparu)
Zepar est l'un des sept Djinns de Sinbad. C'est le Djinn de la magie du Son. Zepar était le Djinn du 16e donjon.
Belial (ベリアル, Beriaru)
Belial est l'un des deux Djinns de Ren Hakuryuu. C'était le Djinn du 68e donjon. Il est issu de la Vérité et de la Persuasion.
Astaroth (アシュタロス, Ashutarosu)
Astaroth est l'un des trois Djinns de Ren Kouen. C'était le Djinn du 29e donjon. Astaroth est un Djinn de la magie du Feu. Il est issu de la Terreur et de la Méditation.
Phenex (フェニクス, Fenikusu)
Phenex est l'un des trois Djinns de Ren Kouen. C'était le Djinn du 37e donjon. Phenex est un Djinn de la magie de la Vie. Elle est issue de la Gentillesse et de la Méditation.
Agares (アガレス, Agaresu)
Agares est l'un des trois Djinns de Ren Kouen. C'était le Djinn du 2e donjon. Agares est un Djinn de la gravité. Il est issu du Courage et de la Création.

## Magie

### Types de magie
Il existe 8 types de magie enseignés à Magnostadt : le premier type est le Feu, le second l'Eau, viennent ensuite dans l'ordre : la magie de Lumière, celle de la Foudre, du Vent, du Son, de la Force et se termine par la magie de Vie. Il existe également d'autres types de magie tels que la magie de Glace, non enseignée dans l'école, ou encore la magie de Gravité qui permet, par exemple, de léviter ou de voler.
Le premier professeur d'Aladdin, dans l'école, est la professeure Myers, en charge de l'enseignement aux 6e kodor. Les kodors font référence à la fois à une classe, mais également à un grades ou niveau de magie. Les étudiants mages de Magnostadt ayant le meilleur niveau, étant par voie de conséquence les plus doués, font partie du 1er kodor ; viennent ensuite les 2e kodor et ainsi de suite jusqu'aux étudiants les plus faibles, affectés aux sixième et dernier kodor.
Au cours de ses premiers leçons, la professeure Myers explique à ses élèves que les mages peuvent manipuler, via un cercle magique, deux types de magies : prioritairement la magie qu'ils utilisent instinctivement, ainsi que le type de magie, présenté de manière polaire sur le diagramme circulaire des différents types de magies, mis au point et, enseigné par l'école :
La magie Feu (type 1) fait face à la magie Vent (type 5), un mage de type 1 peut donc utiliser la magie de Feu et celle du Vent ; ce qui signifie qu'un mage de Vent (type 5) peut utiliser la magie de Feu (type 1).
La magie de l'Eau (type 2) est en corrélation avec la magie Son (type 6), les mages d'Eau peuvent donc utiliser la magie du Son, et inversement pour les mages du Son.
La magie de Lumière (type 3) s'oppose à la magie de Force (type 7), leurs mages peuvent donc utiliser les magies de Lumière et/ou de Force.
La magie de Foudre (type 4) trouve son pendant dans la magie de Vie (type 8), leurs mages peuvent donc utiliser l'une ou l'autre de ces deux types de magies.

### La magie Aberrante
Dans le 13e épisode de la saison 2 de l'anime Magi: The Kingdom of Magic, la professeure Myers enseigne que les magies de type feu, eau ou vent sont des phénomènes qui trouvent leurs origines dans les Rokhs ; ce qui diffère de l'origine de la magie dite Aberrante. Dans le principe, la magie Aberrante consiste à demander aux Rokhs de permettre aux mages d'utiliser la puissance exceptionnelle que les Rokhs génèrent lors des rares cataclysmes naturelles.
Dans le même épisode, Aladdin combat Titus, qui utilise la magie Aberrante. Matal Mogamett, directeur de l'école, explique que le sort Aberrant utilisé est une combinaison des magies de type : 1, 2 et 8. Il consiste en de la vapeur comprimée par une forte pression, à l'image du processus naturel qui naît dans les volcans, et que pour lancer un tel sort, Titus a du combiner pas moins de 180 ordres auprès des Rokhs.

## Manga

### Fiche technique
- Édition japonaise : Shōgakukan
  - Nombre de volumes sortis : 37 (terminé)
  - Date de première publication : décembre 2009
  - Prépublication : Weekly Shōnen Sunday, 3 juin 2009 - 11 octobre 2017[1]
- Édition française : Kurokawa[2]
  - Nombre de volumes sortis : 37 (terminé)
  - Date de première publication : juillet 2011
  - Format : 115 mm x 177 mm

### Arcs Narratifs
- Arc Donjon (chapitres 1 à 16)
- Arc kouga (chapitres 17 à 26)
- Arc Morgiana (chapitres 27 à 31)
- Arc Balbadd (chapitres 32 à 76)
- Arc Sindria (chapitres 77 à 87)
- Arc Zagan (chapitres 88 à 109)
- Arc Sindria Partie 2 (chapitres 110 à 121)
- Arc Pirates (chapitres 122 à 134)
- Arc Exploration du monde (chapitres 135 à 148)
- Arc Magnostadt (chapitres 149 à 198) ; La saison 2 de l'anime se conclut au chapitre 198
- Arc Balbadd Partie 2 (chapitres 199 à 214)
- Arc Alma Torran (chapitres 215 à 241)
- Arc Kou Empire (chapitres 242 à 282)
- Arc final (chapitres 283 à 369)

### Liste des volumes
| no | Japonais          | Japonais          | Français          | Français          |
| no | Date de sortie    | ISBN              | Date de sortie    | ISBN              |
| --- | ----------------- | ----------------- | ----------------- | ----------------- |
| 1 | 18 décembre 2009  | 978-4-09-122063-9 | 7 juillet 2011    | 978-2-351-42584-8 |
| Liste des chapitres : - 001 : Il s'appelle Aladin - 002 : Il s'appelle Ali Baba - 003 : Aladin et Ali Baba - 004 : Le labyrinthe - 005 : À l'aventure - 006 : À l'intérieur du labyrinthe - 007 : Les dangers du labyrinthe |                   |                   |                   |                   |
| 2 | 18 décembre 2009  | 978-4-09-122064-6 | 7 juillet 2011    | 978-2-351-42585-5 |
| Liste des chapitres : - 008 : Le passé d'Aladin - 009 : Le tyran - 010 : Le pays natal - 011 : La nécropole - 012 : L'endroit où l'on risque sa vie - 013 : Le grand magicien qui crée le monde - 014 : Le propriétaire du labyrinthe - 015 : L'exploration - 016 : La promesse - 017 : Le jour du départ                                                                                    |                   |                   |                   |                   |
| 3 | 18 mars 2010      | 978-4-09-122196-4 | 8 septembre 2011  | 978-2-351-42586-2 |
| Liste des chapitres : - 018 : Les rokhs - 019 : Le grand empire Kôga - 020 : La chasse aux esclaves - 021 : La légende - 022 : La guerre - 023 : Les gardiens des âmes - 024 : L'explorateur des labyrinthes - 025 : Païmon - 026 : Un chemin tout tracé - 027 : Une marque indélébile |                   |                   |                   |                   |
| 4 | 18 juin 2010      | 978-4-09-122336-4 | 10 novembre 2011  | 978-2-351-42677-7 |
| Liste des chapitres : - 028 : La tribu des combattants Fanalis - 029 : Les esclaves - 030 : Le miracle - 031 : La fête des adieux - 032 : Le chemin vers Balbad - 033 : Il s'appelle Sindbad - 034 : La réponse - 035 : Le brouillard - 036 : Le gang de l'ombre - 037 : La lune |                   |                   |                   |                   |
| 5 | 18 août 2010      | 978-4-09-122527-6 | 12 janvier 2012   | 978-2-351-42678-4 |
| Liste des chapitres : - 038 : Le bidonville - 039 : L'affaire - 040 : Ne t'inquiète pas - 041 : L'attaque - 042 : Ali Baba et Sindbad - 043 : Ali Baba et Abmad - 044 : Le soleil noir - 045 : Il s'appelle Judal - 046 : Les deux magis - 047 : Le sort magique - 048 : Hugo |                   |                   |                   |                   |
| 6 | 10 octobre 2010   | 978-4-09-122629-7 | 8 mars 2012       | 978-2-351-42679-1 |
| Liste des chapitres : - 049 : Les nouveaux visiteurs - 050 : La bataille acharnée - 051 : Après le combat - 052 : Ali Baba et Sabmad - 053 : Le sauveur du pays - 054 : La mission - 055 : La résolution - 056 : La relique mystérieuse - 057 : Le cadeau de fiançailles - 058 : Le revêtemage                                                                                               |                   |                   |                   |                   |
| 7 | 18 janvier 2011   | 978-4-09-122770-6 | 10 mai 2012       | 978-2-351-42680-7 |
| Liste des chapitres : - 059 : Assaut - 060 : La deuxième bataille - 061 : Trahison - 062 : La réponse d'Ali Baba - 063 : Les excuses d'Ali Baba - 064 : La république de Balbad - 065 : La réponse de Qasim - 066 : Aladin dans la cave - 067 : Coup violent - 068 : Djinn né des rokhs noirs                                                                                                |                   |                   |                   |                   |
| 8 | 18 avril 2011     | 978-4-09-122853-6 | 5 juillet 2012    | 978-2-351-42773-6 |
| Liste des chapitres : - 069 : Volonté de changement - 070 : Oiseau - 071 : Ça, c'est Ali Baba - 072 : La sagesse de Salomon - 073 : La volonté des rokhs - 074 : Quelque chose comme la dignité - 075 : Ça, c'est Qasim - 076 : Sourire - 077 : Le royaume de Sindoria - 078 : Magiciens |                   |                   |                   |                   |
| 9 | 15 juillet 2011   | 978-4-09-123198-7 | 13 septembre 2012 | 978-2-351-42805-4 |
| Liste des chapitres : - 079 : L'épée d'Ali Baba - 080 : Les huit généraux - 081 : La fête du monstre fabuleux - 082 : Un grand pays - 083 : Chacun ses jours - 084 : Kôgyoku et Sindbad - 085 : La vérité - 086 : Il s'appelle Harukyû Ren - 087 : Deux princes - 088 : Voyage à Zagan |                   |                   |                   |                   |
| 10 | 18 octobre 2011   | 978-4-09-123335-6 | 13 décembre 2012  | 978-2-351-42806-1 |
| Liste des chapitres : - 089 : Le mieux que je puisse faire - 090 : De nouveau dans un labyrinthe - 091 : À l’intérieur de Zagan - 092 : L'apparition de Zagan - 093 : Halharl Rasars - 094 : Ta force - 095 : La mauviette - 096 : La mage de Zagan - 097 : Déclenchement - 098 : Les assassins                                                                                              |                   |                   |                   |                   |
| 11 | 18 janvier 2012   | 978-4-09-123535-0 | 14 mars 2013      | 978-2-351-42807-8 |
| Liste des chapitres : - 099 : L'écrin noir - 100 : Atout - 101 : Revêtemage noir - 102 : Le sort suprême - 103 : À contre-courant du destin - 104 : La véritable force - 105 : Explorateurs de labyrinthes - 106 : Je peux encore me battre ! - 107 : Passion - 108 : Chevalier |                   |                   |                   |                   |
| 12 | 18 avril 2012     | 978-4-09-123648-7 | 13 juin 2013      | 978-2-351-42872-6 |
| Liste des chapitres : - 109 : Génie - 110 : Le quatrième magi - 111 : Un festin pour les explorateurs - 112 : Le chemin - 113 : Malédiction - 114 : Le roi des sept mers - 115 : À l'intérieur d'Ali Baba - 116 : Changement - 117 : Séparation - 118 : Justification |                   |                   |                   |                   |
| 13 | 18 juillet 2012   | 978-4-09-123774-3 | 22 août 2013      | 978-2-351-42873-3 |
| Liste des chapitres : - 119 : Séparation - 120 : Zepar - 121 : Départ - 122 : Voyage en bateau - 123 : Pirates - 124 : Zagan en force - 125 : Irruption - 126 : Repaire de pirates - 127 : Lances de glace - 128 : Mère |                   |                   |                   |                   |
| 14 | 18 septembre 2012 | 978-4-09-123850-4 | 12 décembre 2013  | 978-2-351-42939-6 |
| Liste des chapitres : - 129 : Indépendance - 130 : Un sombre souvenir - 131 : Ennemi juré - 132 : Déclaration - 133 : Cœur d'or - 134 : La dernière nuit - 135 : Voyage solitaire - 136 : Kôha Ren - 137 : Entraînements intensifs - 138 : Études acharnées |                   |                   |                   |                   |
| 15 | 16 novembre 2012  | 978-4-09-124009-5 | 13 février 2014   | 978-2-351-42955-6 |
| Liste des chapitres : - 139 : L'empire de Rehm - 140 : Yambara - 141 : Le Colisée - 142 : Fusion - 143 : Pontife suprême - 144 : La grande gorge - 145 : Rassemblement - 146 : Un seul monde - 147 : Nouvel empereur - 148 : Six mois plus tard |                   |                   |                   |                   |
| 16 | 18 février 2013   | 978-4-09-124181-8 | 3 juillet 2014    | 978-2-351-42963-1 |
| Liste des chapitres : - 149 : Titos Alexius - 150 : Aladin vs.Titos - 151 : La magie contre-nature - 152 : L'identité de Titos - 153 : Mission - 154 : Collaboration - 155 : Cinquième district - 156 : Animaux domestiques - 157 : Générateur de magie - 158 : Enseignement doctrinal |                   |                   |                   |                   |
| 17 | 17 mai 2013       | 978-4-09-124301-0 | 13 novembre 2014  | 978-2-351-42964-8 |
| Liste des chapitres : - 159 : La solitude des magiciens - 160 : La nation des magiciens - 161 : Évolution - 162 : La vérité de Mogamed - 163 : Laboratoire - 164 : La vérité de Titos - 165 : Point de départ - 166 : La veille de l'affrontement - 167 : Cri de guerre - 168 : Esprits tutélaires                                                                                           |                   |                   |                   |                   |
| 18 | 18 septembre 2013 | 978-4-09-124383-6 | 12 février 2015   | 978-2-368-52102-1 |
| Liste des chapitres : - 169 : L'ingéniosité humaine - 170 : Les armes magiques - 171 : La pitance - 172 : Fanalis contre sorciers - 173 : Le roi des fauves - 174 : La force du Magi - 175 : Pugnacité en question - 176 : Barbatos - 177 : Le pontife suprême - 178 : Le point sombre |                   |                   |                   |                   |
| 19 | 18 octobre 2013   | 978-4-09-124453-6 | 15 mai 2015       | 978-2-368-52103-8 |
| Liste des chapitres : - 179 : Au plus profond... - 180 : La grandeur du roi Kôha Ren - 181 : Achèvement - 182 : Revêtemage Amon - 183 : Face-à-face - 184 : Titos et Marga - 185 : Les dernières forces - 186 : Kôen et Ali Baba - 187 : Le grand rassemblement - 188 : Djennés en guerre |                   |                   |                   |                   |
| 20 | 17 janvier 2014   | 978-4-09-124552-6 | 27 août 2015      | 978-2-368-52104-5 |
| Liste des chapitres : - 189 : Dix mille monstres - 190 : Flammes communes - 191 : Celui qui dévore les rokhs - 192 : Assaut frénétique - 193 : La trahison d'un magi - 194 : La fin est proche - 195 : Toutes les forces - 196 : Doutes - 197 : Message - 198 : Te voilà |                   |                   |                   |                   |
| 21 | 18 avril 2014     | 978-4-09-124621-9 | 10 décembre 2015  | 978-2-368-52105-2 |
| Liste des chapitres : - 199 : Après la bataille - 200 : Les larmes d'un homme - 201 : L'invitation à Balbad - 202 : Le lige d'Ali Baba - 203 : Des histoires d'amour - 204 : Sindbad et Yunan - 205 : L'étoffe d'un roi - 206 : Une nuit avec de vieux amis - 207 : La tombe de Qasim - 208 : Kômei Ren                                                                                      |                   |                   |                   |                   |
| 22 | 18 juillet 2014   | 978-4-09-124673-8 | 14 avril 2016     | 978-2-368-52252-3 |
| Liste des chapitres : - 209 : Unification des pensées - 210 : Conditions - 211 : Origine des Fanalis - 212 : Duperie - 213 : L'entrevue - 214 : Terre natale - 215 : Mythologie - 216 : Il se nomme Salomon - 217 : Tribus différentes - 218 : Les pires criminels |                   |                   |                   |                   |
| 23 | 17 octobre 2014   | 978-4-09-125278-4 | 25 août 2016      | 978-2-368-52253-0 |
| Liste des chapitres : - 219 : L'identité de Salomon - 220 : Le point commun - 221 : Sentiment amoureux - 222 : Le dragon origine - Nuit spéciale : Les prophéties de David - 223 : Serment - 224 : Déclaration d'amour - 225 : Futur - 226 : Le roi Salomon - 227 : Affrontement final - 228 : La stratégie de David                                                                         |                   |                   |                   |                   |
| 24 | 16 janvier 2015   | 978-4-09-125557-0 | 8 décembre 2016   | 978-2-368-52254-7 |
| Liste des chapitres : - 229 : Le plus grand magicien du monde - 230 : David et Salomon - 231 : Vers une autre dimension - 232 : Le monde de Salomon - 233 : La révolte contre la lumière - 234 : Le coup d'État d'Al-Samen - 235 : Le retour de Salomon - 236 : Salomon réincarné - 237 : La raison du nouveau monde - 238 : La proposition d'Aladin                                         |                   |                   |                   |                   |
| 25 | 17 avril 2015     | 978-4-09-125810-6 | 13 avril 2017     | 978-2-368-52459-6 |
| Liste des chapitres : - 239 : Les intentions des trois pays - 240 : La réponse du magi noir - 241 : Chacun sa détermination - 242 : La décision de Hakuryû - 243 : Le djinn de la vérité et de la sentence - 244 : Le prétendant au trône noir - 245 : La force du nouveau djinn - 246 : Précepte de Phénix - 247 : La bataille pour la capitale impériale - 248 : Le dernier atout de Judal |                   |                   |                   |                   |
| 26 | 17 juillet 2015   | 978-4-09-126188-5 | 24 août 2017      | 978-2-368-52460-2 |
| Liste des chapitres : - 249 : La ténacité de Hakuryû - 250 : Le nouvel empereur - 251 : Le décret de Hakuryû - 252 : Les prétendants au trône se retrouvent - 253 : Un affrontement inévitable - 254 : Deux déterminations incompatibles - 255 : Ommniscience - 256 : Force invisible - 257 : Le revêtemage Belial - 258 : Le duel de sorts ultimes                                          |                   |                   |                   |                   |
| 27 | 16 octobre 2015   | 978-4-09-126469-5 | 7 décembre 2017   | 978-2-368-52461-9 |
| Liste des chapitres : - 259 : Le dénouement du duel des prétendants au trône - 260 : L'ultime "magie" - 261 : Au bout du combat mortel - 262 : Le bien et le mal - 263 : La volonté d'Aladin - 264 : le sort d'Ali Baba - 265 : Levée de rideau sur la grande guerre - 266 : La rencontre avec l'inconnu - 267 : La veille de l'affrontement - 268 : La guerre à Kanan                       |                   |                   |                   |                   |
| 28 | 18 janvier 2016   | 978-4-09-126695-8 | 12 avril 2018     | 978-2-368-52606-4 |
| 29 | 12 avril 2016     | 978-4-09-127088-7 | 23 août 2018      | 978-2-368-52607-1 |
| 30 | 15 juillet 2016   | 978-4-09-127318-5 | 6 décembre 2018   | 978-2-368-52608-8 |
| 31 | 18 novembre 2016  | 978-4-09-127419-9 | 14 mars 2019      | 978-2-368-52720-7 |
| 32 | 18 janvier 2017   | 978-4-09-127484-7 | 13 juin 2019      | 978-2-368-52739-9 |
| 33 | 18 avril 2017     | 978-4-09-127557-8 | 12 septembre 2019 | 978-2-368-52757-3 |
| 34 | 16 juin 2017      | 978-4-09-127579-0 | 5 décembre 2019   | 978-2-368-52758-0 |
| 35 | 18 août 2017      | 978-4-09-127683-4 | 12 mars 2020      | 978-2-368-52913-3 |
| 36 | 18 octobre 2017   | 978-4-09-127853-1 | 9 juillet 2020    | 978-2-368-52914-0 |
| 37 | 17 novembre 2017  | 978-4-09-127876-0 | 9 juillet 2020    | 978-2-368-52915-7 |

## Anime
L'adaptation en série télévisée d'animation est annoncée dans le 30e numéro du magazine Weekly Shōnen Sunday de 2012, paru le 27 juin 2012. La première saison est diffusée entre octobre 2012 et mars 2013. Les dix coffrets DVD/Blu-ray comprenant l'intégralité de la saison ont été édités entre janvier et septembre 2013. Une seconde saison est annoncée après la fin de la première saison. Celle-ci est diffusée du 6 octobre 2013 au 30 mars 2014. Les coffrets DVD/Blu-ray sont édités depuis janvier 2014.
En France, les deux saisons sont diffusées en streaming sur le site Anime Digital Network, anciennement Kzplay, et à la télévision sur la chaîne J-One,. La première saison est éditée en DVD et Blu-ray par Kazé, avec la sortie du premier coffret le 26 février 2014 et du second le 7 mai 2014, tout comme la seconde saison, avec la sortie du premier coffret le 22 juillet 2015 et du second le 18 novembre 2015.
La série est aussi diffusée en simulcast par Crunchyroll en Amérique du Nord et en Afrique du Sud. La série est ensuite éditée en DVD et Blu-ray par Aniplex,.
La première saison adapte le manga du tome 1 (chapitre 1) au tome 12 (chapitre 115), tandis que la deuxième saison adapte le manga du tome 12 (chapitre 116) au tome 20 (chapitre 198).

### Liste des épisodes

#### Saison 1:The Labyrinth of Magic
| No | Titre français                  | Titre japonais         | Titre japonais             | Date de 1re diffusion |
| No | Titre français                  | Kanji                  | Rōmaji                     | Date de 1re diffusion |
| -- | ------------------------------- | ---------------------- | -------------------------- | --------------------- |
| 01 | Aladin et Ali Baba              | アラジンとアリババ     | Arajin to Aribaba          | 7 octobre 2012        |
| 02 | Suite pour labyrinthe           | 迷宮組曲               | Danjon Kumikyoku           | 14 octobre 2012       |
| 03 | Le Mage de la création          | 創世の魔法使い         | Sousei no Mahoutsukai      | 21 octobre 2012       |
| 04 | Le peuple des steppes           | 草原の民               | Sōgen no Tami              | 28 octobre 2012       |
| 05 | L'explorateur de labyrinthes    | 迷宮攻略者             | Danjon Kōryakusha          | 4 novembre 2012       |
| 06 | La tribu des guerriers Fanalis  | 戦闘民族ファナリス     | Sentō Minzoku Fanarisu     | 11 novembre 2012      |
| 07 | Son nom est Sinbad              | その名はシンドバッド   | Sono Na wa Shindobaddo     | 18 novembre 2012      |
| 08 | Une promesse intenable          | 守れない約束           | Mamorenai yakusoku         | 25 novembre 2012      |
| 09 | La responsabilité du Prince     | 王子の責任             | Ōji no Sekinin             | 2 décembre 2012       |
| 10 | Son nom est Judal               | その名はジュダル       | Sono Na wa Judaru          | 9 décembre 2012       |
| 11 | Une nouvelle venue              | 新たなる来訪者         | Arata naru Raihōsha        | 16 décembre 2012      |
| 12 | Résolution et séparation        | 決意と決別             | Ketsui to Ketsubetsu       | 23 décembre 2012      |
| 13 | Le Prince de la rébellion       | 反逆の王子             | Hangyaku no Ōji            | 6 janvier 2013        |
| 14 | La réponse d'Ali Baba           | アリババの答え         | Aribaba no Kotae           | 13 janvier 2013       |
| 15 | La réponse de Qasim             | カシムの答え           | Kashimu no Kotae           | 20 janvier 2013       |
| 16 | La sagesse de Salomon           | ソロモンの知恵         | Soromon no Chie            | 27 janvier 2013       |
| 17 | Sourire                         | 笑顔                   | Egao                       | 3 février 2013        |
| 18 | Le royaume de Sindria           | シンドリア王国         | Shindoria Ōkoku            | 10 février 2013       |
| 19 | Un suspect nommé Sinbad         | ホシの名はシンドバッド | Hoshi no na wa Shindobaddo | 17 février 2013       |
| 20 | Prince royal et prince impérial | 王子と皇子             | Ōji to Ōji                 | 24 février 2013       |
| 21 | Le labyrinthe Zagan             | 迷宮ザガン             | Meikyuu Zagan              | 3 mars 2013           |
| 22 | Le lige des flammes             | 炎の眷属               | Honō no Kenzoku            | 10 mars 2013          |
| 23 | Cri de guerre                   | 鬨の声                 | Toki no Koe                | 17 mars 2013          |
| 24 | Corruption                      | 堕転                   | Daten                      | 24 mars 2013          |
| 25 | Ali Baba et Aladin              | アリババとアラジン     | Alibaba to Arajin          | 31 mars 2013          |

#### Saison 2:The Kingdom of Magic
| No | Titre français                  | Titre japonais       | Titre japonais     | Date de 1re diffusion |
| No | Titre français                  | Kanji                | Rōmaji             | Date de 1re diffusion |
| -- | ------------------------------- | -------------------- | ------------------ | --------------------- |
| 1  | L'intuition d'un voyage         | 旅立ちの予感         | Tabidachi no Yokan | 6 octobre 2013        |
| 2  | Voyage                          | 旅立ち               | Tabidachi          | 13 octobre 2013       |
| 3  | Départ                          | 出航                 | Shukkō             | 20 octobre 2013       |
| 4  | Pirates                         | 海賊                 | Kaizoku            | 27 octobre 2013       |
| 5  | Mère                            | 母                   | Haha               | 3 novembre 2013       |
| 6  | Quelqu'un de gentil             | 優しい人             | Yasashii Hito      | 10 novembre 2013      |
| 7  | Kôha Ren entre en scène         | 練紅覇登場           | Ren Kōha Tōjō      | 17 novembre 2013      |
| 8  | Journées d'entraînement         | 特訓の日々           | Tokkun no Hibi     | 24 novembre 2013      |
| 9  | L'Empire de Rehm                | レーム帝国           | Rēmu Teikoku       | 1er décembre 2013     |
| 10 | La grande prêtresse             | 最高司祭             | Saikō Shisai       | 8 décembre 2013       |
| 11 | Le grand canyon                 | 大峡谷               | Dai Kyōkoku        | 15 décembre 2013      |
| 12 | Le nouvel Empereur              | 新たなる皇帝         | Aratanaru Kōtei    | 22 décembre 2013      |
| 13 | Titos Alekius                   | ティトス・アレキウス | Titosu Arekiusu    | 5 janvier 2014        |
| 14 | Les citoyens cachés             | 隠された民           | Kakusare Ta Min    | 12 janvier 2014       |
| 15 | Le pays des mages               | 魔導士の国           | Madōshi no Kuni    | 19 janvier 2014       |
| 16 | Le temps qu'il me reste à vivre | 残された命           | Nokosareta Inochi  | 26 janvier 2014       |
| 17 | Déclaration de guerre           | 宣戦布告             | Sensen Fukoku      | 26 janvier 2014       |
| 18 | La menace de Rehm               | レームの脅威         | Rēmu no Kyōi       | 2 février 2014        |
| 19 | Un vrai Magi                    | 本物のマギ           | Honmono no Magi    | 9 février 2014        |
| 20 | Retrouvailles                   | 再会                 | Saikai             | 23 février 2014       |
| 21 | L’étoffe d'un roi               | 王の器               | Ō no Utsuwa        | 2 mars 2014           |
| 22 | Ce que je veux protéger         | 守りたいもの         | Mamoritai Mono     | 9 mars 2014           |
| 23 | Revêtemages                     | 魔装戦士たち         | Masō Senshi-tachi  | 16 mars 2014          |
| 24 | L'Heure de la destruction       | 滅亡の時             | Metsubō no Toki    | 23 mars 2014          |
| 25 | Bienvenue chez toi              | おかえりなさい       | Okaerinasai        | 30 mars 2014          |

### Musiques
| Générique | Épisodes           | Début                      | Début           | Fin                | Fin        |
| Générique | Épisodes           | Titre                      | Artiste         | Titre              | Artiste    |
| --------- | ------------------ | -------------------------- | --------------- | ------------------ | ---------- |
| 1         | Saison 1 : 1 – 12  | V.I.P                      | Sid             | Yubi Bōenkyō       | Nogizaka46 |
| 2         | Saison 1 : 13 – 25 | Matataku Hoshi no Shita de | Porno Graffitti | The Bravery        | supercell  |
| 3         | Saison 2 : 1 – 13  | ANNIVERSARY                | Sid             | Eden (エデン)      | Aqua Timez |
| 4         | Saison 2 : 14 – 25 | Hikari                     | ViViD           | With You / With Me | 9nine      |

### Doublage
| Personnages    | Personnages    | Voix japonaises, | Voix françaises,    |
| -------------- | -------------- | ---------------- | ------------------- |
| Aladin         | Aladin         | Kaori Ishihara   | Pascale Chemin      |
| Alibaba Saluja | Alibaba Saluja | Yūki Kaji        | Jean-Marco Montalto |
| Morgiana       | Morgiana       | Haruka Tomatsu   | Frédérique Marlot   |
| Jamil          | Jamil          | Junichi Suwabe   | Jean Pierre Leblan  |
| Judal          | Judal          | Ryōhei Kimura    | Christophe Seugnet  |
| Kasim          | Kasim          | Jun Fukuyama     | Franck Victor       |
| Boudel         | Boudel         | Kōsuke Okano     | Yann Pichon         |
| Ja'far         | Ja'far         | Takahiro Sakurai | Adrien Solis        |
| Lyra           | Lyra           | Haruna Ikezawa   | Nayeli Forest       |
| Nando          | Nando          | Kenji Akabane    | Richard Agopian     |

## Produits dérivés

### Série dérivée
Une série dérivée nommée Sinbad no Bôken (シンドバッドの冒険), centrée sur le personnage de Sindbad, est prépubliée entre mai 2013 et avril 2018 dans le magazine Weekly Shōnen Sunday. Elle est dessinée par Yoshifumi Ôtera, ancienne assistante de l'auteur de Magi. Le premier volume est sorti le 18 septembre 2013,, et la série comporte 19 tomes.
Un premier OAV est sorti avec le tome 3 du manga le 16 mai 2014,, un deuxième est sorti avec le tome 4 le 18 août 2014,, un troisième avec le tome 5 le 16 décembre 2014, et un quatrième avec le tome 6 le 15 avril 2015.
Une adaptation en série télévisée d'animation est diffusée entre avril et juillet 2016.

### Publications
Un guide book officiel nommé Alf Layla wa Layla: Magi Senyaichiya Monogatari est sorti au Japon le 29 septembre 2012. Un character book est aussi sorti le 17 janvier 2014.
Deux guide book sur la première saison télévisée sont sortis respectivement le 9 octobre 2012 et le 12 novembre 2012,.

### Jeux vidéo
Un jeu vidéo de type action-RPG, développé par Namco Bandai Games, est sorti le 21 février 2013 au Japon sur Nintendo 3DS. Nommé Magi: Labyrinth of Beginning (マギ はじまりの迷宮, Magi: Hajimari no Meikyū), le jeu reprend l'histoire du manga du tome 1 jusqu'au tome 8 et permet de jouer avec treize personnages du manga.
Un second jeu vidéo nommé Magi: A New World (マギ 新たなる世界, Magi: Aratanaru Sekai) est sorti le 13 février 2014 au Japon sur Nintendo 3DS,.

### Goodies
Avant même une adaptation en anime, de nombreux goodies sont sortis au Japon, comme des stickers, cartes postales ou encore pochettes plastifiées à l'effigie des héros du manga.

## Réception
L'adaptation en anime a fortement popularisé le manga au Japon puisque ses ventes ont doublé quatre mois après son annonce.
Dans la deuxième semaine d'octobre 2012, les quatorze premiers tomes figuraient dans les meilleures ventes du classement Oricon. Le tirage total des seize premiers tomes est de plus de 10 millions d'exemplaires.
En 2014, le manga est récompensé par le prix Shōgakukan dans la catégorie Shōnen.
Les quatre premiers épisodes de l'anime ont eu une audience moyenne de 5,1%.